# Gangster

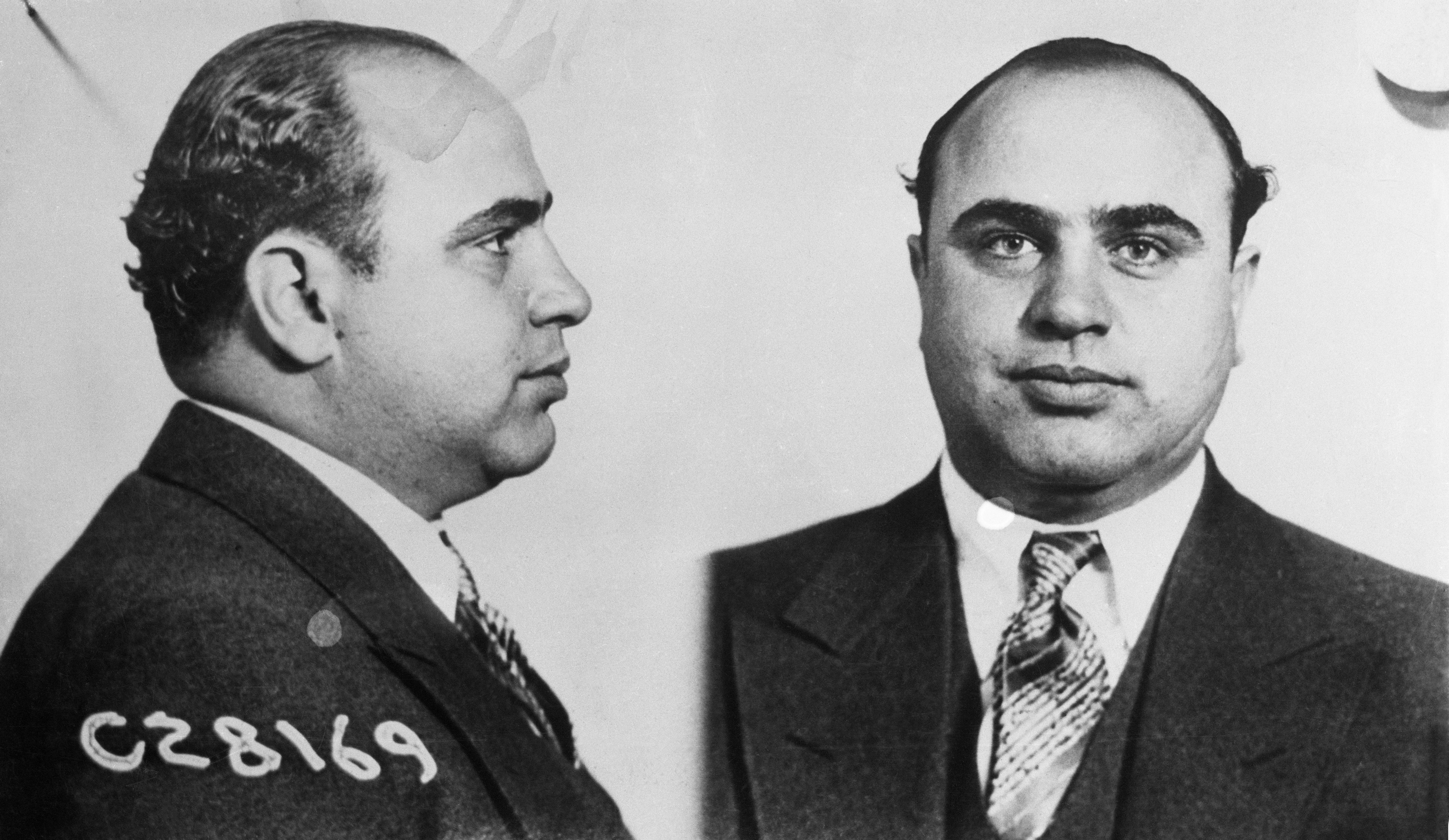
Al Capone, Polizeifoto

Der Ausdruck Gangster (v. amerikanisch Gang: Bande (Gruppe)) bezeichnet umgangssprachlich das Mitglied einer kriminellen Gruppe.

## Etymologie
Der Begriff Gangster stammt ursprünglich aus dem Englischen und bezeichnet im Wesentlichen in einer Bande (engl. „gang“) agierende Personen.
Der Gangster – ob als Einzelperson oder in einer Bande – ist aber keinesfalls gleichzusetzen mit Personen des organisierten Verbrechens. Hierfür existiert im Englischen der Begriff Mobster und bezeichnet im engeren Sinne Personen, die einer Mafia, Cosa Nostra bzw. der amerikanischen Cosa Nostra angehören.
Für den klassischen Einzeltäter – z. B. für einen Drogendealer oder Taschendieb – findet im Englischen auch der Begriff „Hustler“ („Gauner“, „Schwindler“ etc.) Verwendung.

## Adaptionen
In leichter Abwandlung des Begriffs wird seit der Finanzkrise ab 2007 von „Bankstern“ gesprochen, um damit den unterstellten leichtfertigen und verantwortungslosen Umgang von Bankern (engl. für „Bankier“) mit fremdem Geld als im Prinzip kriminell anzuprangern.
In zahlreichen Gangsterfilmen – ein Filmgenre des Kriminalfilms – werden Gangster sowohl positiv als auch negativ dargestellt. Neben der Schilderung illegaler Aktivitäten werden in einigen Filmen auch soziale und/oder psychische Werdegänge der Gangster behandelt. Die klassischen Filme des Genres hatten ihren Höhepunkt in den 1930er Jahren und begründeten den Mythos eines Lebens als Gangster. Martin Scorsese eröffnet seinen Film GoodFellas – Drei Jahrzehnte in der Mafia (1990) programmatisch mit dem Satz: Solange ich denken kann, wollte ich schon  immer Gangster werden.
Die scheinbar freie und selbstbestimmte Lebensweise dieser Gesetzlosen und Banditen strahlt, vergleichbar mit der Idealisierung mancher Räuber, bis heute eine gewisse Faszination aus, die ihren Ausdruck in diversen kulturellen Bereichen findet. So behandelt z. B. der Gangsta-Rap klischeehaft das gewaltorientierte Lebensumfeld eines US-amerikanischen Gangsters – im Sinne von „Mitglied in einer (Jugend)-Gang“.
In bestimmten Computerspielen nimmt der Spieler die Rolle eines Gangsters oder Gangsterbosses ein und versucht allein oder mit Hilfe seiner Bandenmitglieder, von kleinen Anfängen ausgehend und in ständigen Auseinandersetzungen mit rivalisierenden Gangs, der Polizei und dem FBI, zum Beherrscher einer Stadt zu werden. Fortlaufend illegale Handlungen und ein beträchtliches Maß an fiktionaler Gewalt inmitten der ansonsten zivilen Umgebung sind charakteristisch für Gangster-Videospiele. Beispiele sind die Strategiespiele Gangsters: Organisiertes Verbrechen  (1998), Mob Rule (1999), Gangsters 2 (2001), Gangland (2004), Crime Life: Gang Wars (2005), Omerta – City of Gangsters (2013) und Empire of Sin (2020), die Actionspiele Grand Theft Auto (1997 ff.), Saints Row (2006 ff.), Mafia (2002) und Mafia II (2010) sowie das Rollenspiel Downtown Mafia (2018).